# Aeropuerto de Cluj-Napoca
El Aeropuerto de Cluj-Napoca (IATA: CLJ, OACI: LRCL) sirve a la ciudad de Cluj-Napoca, Rumanía. Fue originalmente conocido como Aeropuerto de Someşeni puesto que se encuentra a 8 km este de la población en la región de Someşeni, que está actualmente dentro de los límites de la ciudad de Cluj-Napoca. En términos de tráfico, es el cuarto aeropuerto de Rumanía, tras Bucarest Henri Coandă, Bucharest Aurel Vlaicu y Timişoara. Su tamaño y ubicación lo convierten en el principal aeropuerto de Transilvania (noroeste de Rumanía).

## Historia
El Aeropuerto de Cluj-Napoca fue fundado el 1 de abril de 1932 bajo el Ministerio Rumano de Industria y Comercio. Hasta que el aeropuerto civil fue construido, las primeras operaciones tuvieron lugar en el Aeródromo Militar de Someşeni. La SNNA estableció una línea de transporte aéreo entre Cluj y Bucarest. El primer avión utilizado fue el Farman-Goliath, un bimotor con espacio para dos pasajeros construido por Farman Aviation Works.

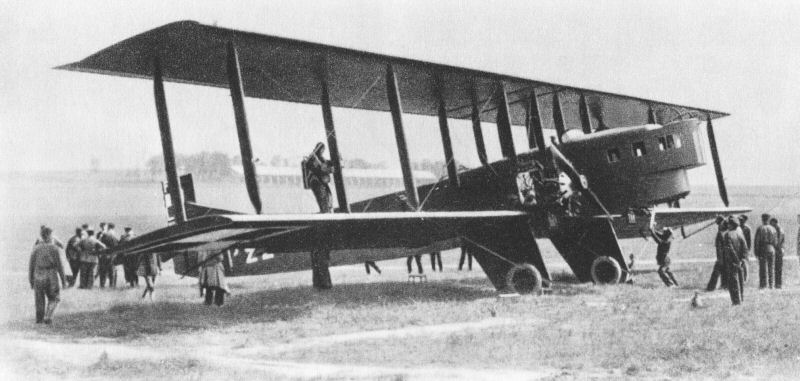
Un Farman-Goliath, similar al utilizado en los primeros vuelos del aeropuerto.

En 1933, el Aeropuerto de Cluj-Napoca fue declarado aeropuerto internacional por el gobierno rumano. El primer vuelo internacional fue efectuado por CSA Czech Airlines en la ruta Praga-Cluj-Bucarest, el 11 de septiembre de 1933. El avión en esta ruta fue el Avia-Fokker de ocho asientos. En los años siguientes se abrieron nuevas rutas, como la de Aeroflot en el vuelo Moscú-Cluj-Praga, inaugurado el 15 de noviembre de 1935, que fue operado con un McDonnell Douglas DC-2 bimotor de catorce asientos, registrados como URSS-M25 y URSS-M26. Los vuelos de cabotaje también se efectuaron durante este periodo, tal es el caso de la Cluj-Satu-Mare y la Chernivtsi-Cluj-Arad utilizando un Lockheed L-10 Electra de diez plazas y el de Havilland Dragon Rapide. A finales de los treinta el aeropuerto registró un fuerte crecimiento y el número de empleados aumentó de seis en 1934 a dieciséis en 1939. También se construyó la terminal de pasajeros en este momento, siendo inaugurada en 1939.
Durante la Segunda Guerra Mundial, se transformó en aeropuerto militar, y siendo considerado como el más importante de Transilvania. En 1940, como resultado del Segundo Premio de Viena, el Norte de Transilvania (incluyendo Cluj) fue cedido a Hungría y por ello el aeropuerto fue utilizado por la Fuerza Aérea Húngara y la Luftwaffe alemana. En octubre de 1944, las fuerzas húngaras en la ciudad fueron derrocadas fueron derrotadas por los ejércitos rumanos y soviéticos. Cuando se produjo la reconquista del aeropuerto por el Escuadrón de Cazas rumano n.º 4 Focşani, a finales de septiembre de 1944, el aeropuerto quedó totalmente destruido.
Tras la guerra, el aeropuerto retomó las operaciones con vuelos de cabotaje de Tarom que unían Cluj con otras ciudades importantes rumanas. El avión utilizado fue el Lisunov Li-2 / Douglas DC-3 y el Ilyushin Il-14.
En los sesenta se inició una importante modernización del aeropuerto. En 1969 la nueva terminal de pasajeros fue inaugurada y en 1970 el aeropuerto estaba totalmente equipado con todas las instalaciones de seguridad.
El aeropuerto continuó como doméstico hasta septiembre de 1996, cuando se abrió el aeropuerto a los pasajeros internacionales y al tráfico de carga. También comenzó la ampliación de terminal en 1996 y desde agosto de 1997 está gestionada por el consorcio del Condado de Cluj. En 2001 la ampliación del aeropuerto estaba concluida, la iluminación de pista fue modernizada y se instaló un ILS I.
En mayo de 2008, la nueva terminal de llegadas fue inaugurada. La nueva terminal de llegadas fue inaugurada en mayo de 2009, incrementando la capacidad hasta unos dos millones de pasajeros anuales.
En febrero de 2009, el ILS II fue inaugurado y autorizado para su uso en la pista actual.

## Aerolíneas y destinos
Las siguientes aerolíneas operan vuelos regulares en Cluj-Napoca:

### Destinos nacionales
| Ciudades | Nombre del aeropuerto                             | Aerolíneas                 |
| Rumania  | Rumania                                           | Rumania                    |
| -------- | ------------------------------------------------- | -------------------------- |
| Bucarest | Aeropuerto Internacional de Bucarest-Henri Coandă | Animawings / HiSky / TAROM |

### Destinos internacionales
| Ciudades por países | Nombre del aeropuerto                                   | Aerolíneas |
| África              | África                                                  | África |
| ------------------- | ------------------------------------------------------- | --- |
| Egipto              |                                                         | |
| Hurgada             | Aeropuerto Internacional de Hurghada                    | Animawings (chárter estacional) / / FlyOne (chárter estacional) / HiSky (chárter) / Nesma Airlines (chárter estacional) / SkyUp MT (chárter estacional) |
| Sharm el-Sheij      | Aeropuerto Internacional de Sharm el-Sheij              | Animawings (chárter estacional) / SkyUp MT (chárter) |
| Túnez               |                                                         | |
| Monastir            | Aeropuerto Internacional de Monastir-Habib Burguiba     | HiSky (chárter estacional) |
| Asia                |                                                         | |
| Chipre              |                                                         | |
| Lárnaca             | Aeropuerto Internacional de Lárnaca                     | Wizz Air (estacional) |
| Europa              |                                                         | |
| Alemania            |                                                         | |
| Dortmund            | Aeropuerto de Dortmund                                  | Wizz Air |
| Hahn                | Aeropuerto de Fráncfort-Hahn                            | Wizz Air |
| Memmingen           | Aeropuerto de Memmingen                                 | Wizz Air |
| Múnich              | Aeropuerto de Múnich-Franz Josef Strauss                | Lufthansa |
| Núremberg           | Aeropuerto de Núremberg-Albrecht Dürer                  | Wizz Air |
| Stuttgart           | Aeropuerto de Stuttgart                                 | Wizz Air |
| Austria             |                                                         | |
| Viena               | Aeropuerto Internacional de Viena                       | Wizz Air |
| Bélgica             |                                                         | |
| Bruselas            | Aeropuerto de Charleroi-Bruselas Sur                    | Ryanair / Wizz Air |
| España              |                                                         | |
| Alicante            | Aeropuerto de Alicante-Elche                            | Wizz Air |
| Barcelona           | Aeropuerto Josep Tarradellas Barcelona-El Prat          | Wizz Air |
| Castellón           | Aeropuerto de Castellón-Costa Azahar                    | Wizz Air |
| Madrid              | Aeropuerto Adolfo Suárez Madrid-Barajas                 | Wizz Air |
| Málaga              | Aeropuerto de Málaga-Costa del Sol                      | Wizz Air |
| Palma de Mallorca   | Aeropuerto de Palma de Mallorca                         | Wizz Air (estacional) |
| Valencia            | Aeropuerto de Valencia                                  | Wizz Air |
| Zaragoza            | Aeropuerto de Zaragoza                                  | Wizz Air |
| Francia             |                                                         | |
| Beauvais            | Aeropuerto de París-Beauvais                            | Ryanair / Wizz Air |
| Lyon                | Aeropuerto de Lyon-Saint Exupéry                        | Wizz Air |
| Niza                | Aeropuerto de Niza-Costa Azul                           | Wizz Air (estacional) |
| Grecia              |                                                         | |
| Corfú               | Aeropuerto Internacional de Corfú-Ioannis Kapodistrias  | Wizz Air (estacional) |
| Heraclión           | Aeropuerto Internacional de Heraclión Nikos Kazantzakis | Animawings (estacional) |
| La Canea            | Aeropuerto Internacional de La Canea                    | Wizz Air (estacional) |
| Zacinto             | Aeropuerto Internacional de Zante                       | Animawings (estacional) / Wizz Air (estacional) |
| Irlanda             |                                                         | |
| Dublín              | Aeropuerto de Dublín                                    | HiSky Europe / Wizz Air |
| Italia              |                                                         | |
| Bari                | Aeropuerto de Bari-Palese                               | Wizz Air (estacional) |
| Bérgamo             | Aeropuerto de Bérgamo-Orio al Serio                     | Ryanair / Wizz Air |
| Bolonia             | Aeropuerto Guglielmo Marconi de Bolonia                 | Wizz Air |
| Catania             | Aeropuerto de Catania-Fontanarossa                      | Wizz Air (estacional) |
| Nápoles             | Aeropuerto Internacional de Nápoles                     | Wizz Air (estacional) |
| Roma                | Aeropuerto de Roma-Ciampino                             | Wizz Air |
| Roma                | Aeropuerto de Roma-Fiumicino                            | Wizz Air |
| Venecia             | Aeropuerto de Sant'Angelo Treviso                       | Wizz Air |
| Letonia             |                                                         | |
| Riga                | Aeropuerto Internacional de Riga                        | airBaltic (estacional) |
| Reino Unido         |                                                         | |
| Leeds               | Aeropuerto de Leeds-Bradford                            | Wizz Air |
| Londres             | Aeropuerto de Londres-Luton                             | Wizz Air |
| Londres             | Aeropuerto de Londres-Stansted                          | Ryanair |
| Países Bajos        |                                                         | |
| Eindhoven           | Aeropuerto de Eindhoven                                 | Wizz Air |
| Polonia             |                                                         | |
| Varsovia            | Aeropuerto de Varsovia-Chopin                           | LOT Polish Airlines |
| Portugal            |                                                         | |
| Lisboa              | Aeropuerto Humberto Delgado                             | Wizz Air |
| Suecia              |                                                         | |
| Malmö               | Aeropuerto de Malmö                                     | Wizz Air |
| Suiza               |                                                         | |
| Zúrich              | Aeropuerto de Zúrich                                    | Swiss |
| Turquía             |                                                         | |
| Estambul            | Aeropuerto Internacional de Estambul                    | Turkish Airlines |

## Estadísticas
En 2007 y 2008, el aeropuerto de Cluj tuvo la más espectacular evolución de los últimos años, con un crecimiento anual del 60% y el 93% respectivamente, superando los 750.000 pasajeros en 2008.
| Año       |           |           |
| Año       | Pasajeros | Variación |
| --------- | --------- | --------- |
| 2013 est. | 2.000.000 | 150%      |
| 2009      | 834 400   | 11%       |
| 2008      | 752.181   | 93%       |
| 2007      | 390.521   | 60%       |
| 2006      | 244.366   | 21%       |
| 2005      | 202.556   | 25%       |
| 2004      | 162.668   | 34%       |
| 2003      | 121.037   | 15%       |
| 2002      | 105.091   | 17%       |
| 2001      | 90.128    | 19%       |

## Accidentes e incidentes
- El 5 de septiembre de 1986, sobre las 17:00, un Antonov An-24RV totalmente cargado salió del Aeropuerto Internacional de Bucarest-Henri Coandă, rumbo a Cluj-Napoca. Cuando inició el proceso de aterrizaje, uno de los tripulantes de cabina, Aurelia Grigore, estaba aterrizando a más velocidad de la normal. Cuando el tren de aterrizaje tocó tierra, el tren de morro se replegó hasta que el avión quedó totalmente detenido. El frontal del avión comenzó a arder. Grigore anunció que tenían una situación de emergencia. Con su compañera, decidió comenzar el desembarco de pasajeros. Abrió la salida de emergencia y desplegó la escalerilla, pero estas no llegaron al suelo, al estar roto el tren de morro. Fue ayudada por Emil Hosu, un famoso actor. "Él fue el único que no sintió pánico y nos ayudó a evacuar el avión satisfactoriamente", dijo Grigore. Tras evacuar a los pasajeros regresaron para ayudar a los pilotos que estaban atrapados en la cabina de pilotaje. "La cabina estaba ardiendo y perdimos toda esperanza de poder salvarles". Los siguientes momentos fueron terribles para todos los pasajeros y tripulantes. El avión fue destruido a causa de las llamas y con los pilotos todavía a bordo. Tras diez minutos, vieron a uno de los copilotos intentando salir por la ventana. "Nos dijo que su pie estaba atascado y que no podía salir. Intentamos ayudarle, pero no pudimos. Finalmente logró salir del avión en llamas. Estaba totalmente quemado. Fue terrible. Los otros dos pilotos ardieron vivos mientras no podíamos más que mirar, sin posibilidad de ayudarles". El copiloto murió también al día siguiente a consecuencia de sus quemaduras. Las autoridades dijeron que el fallo se debió a un funcionamiento anómalo del equipamiento. Los tres pilotos fueron las únicas víctimas fatales registradas.

## Galería

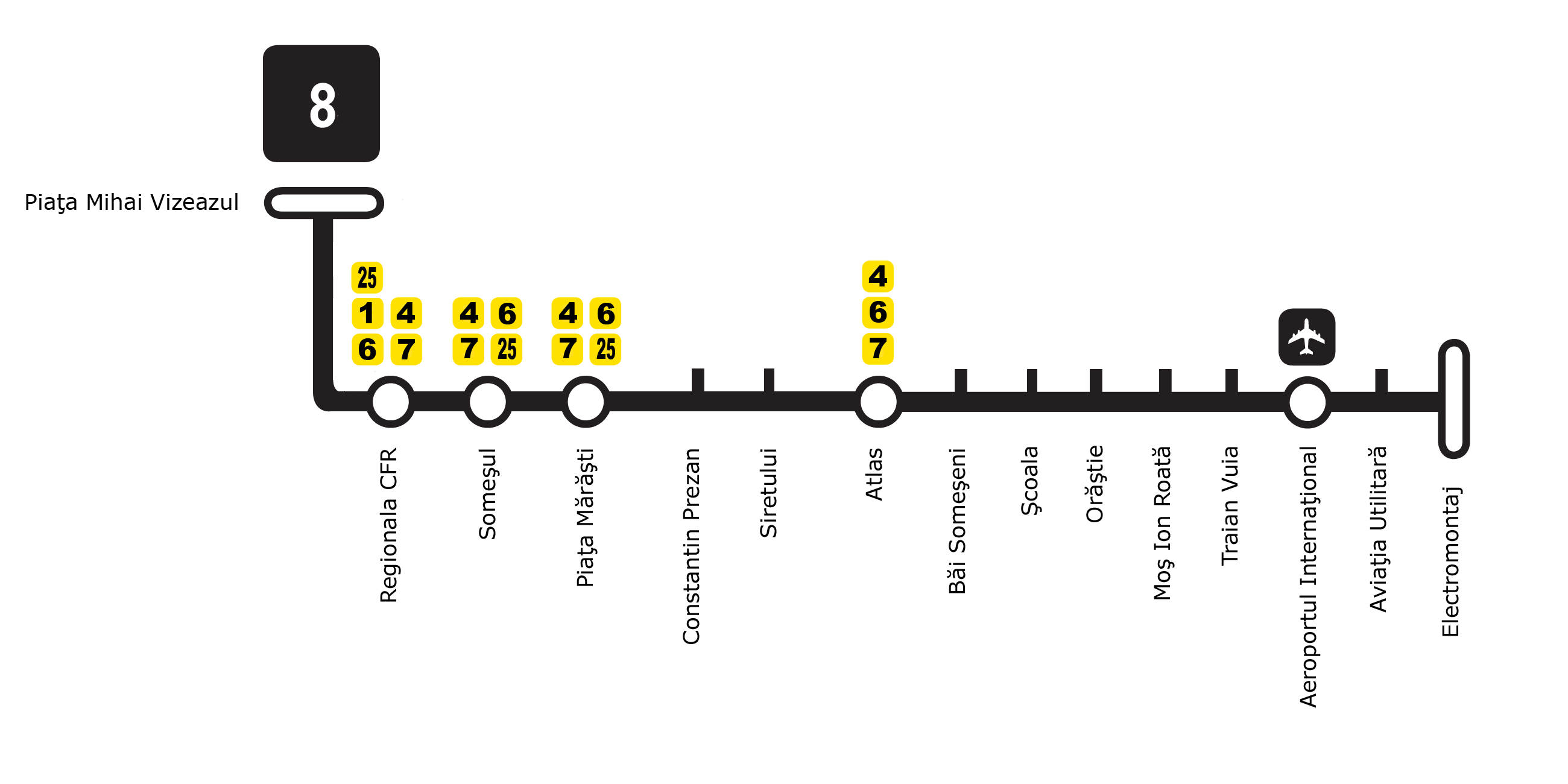
Autobús no. 8
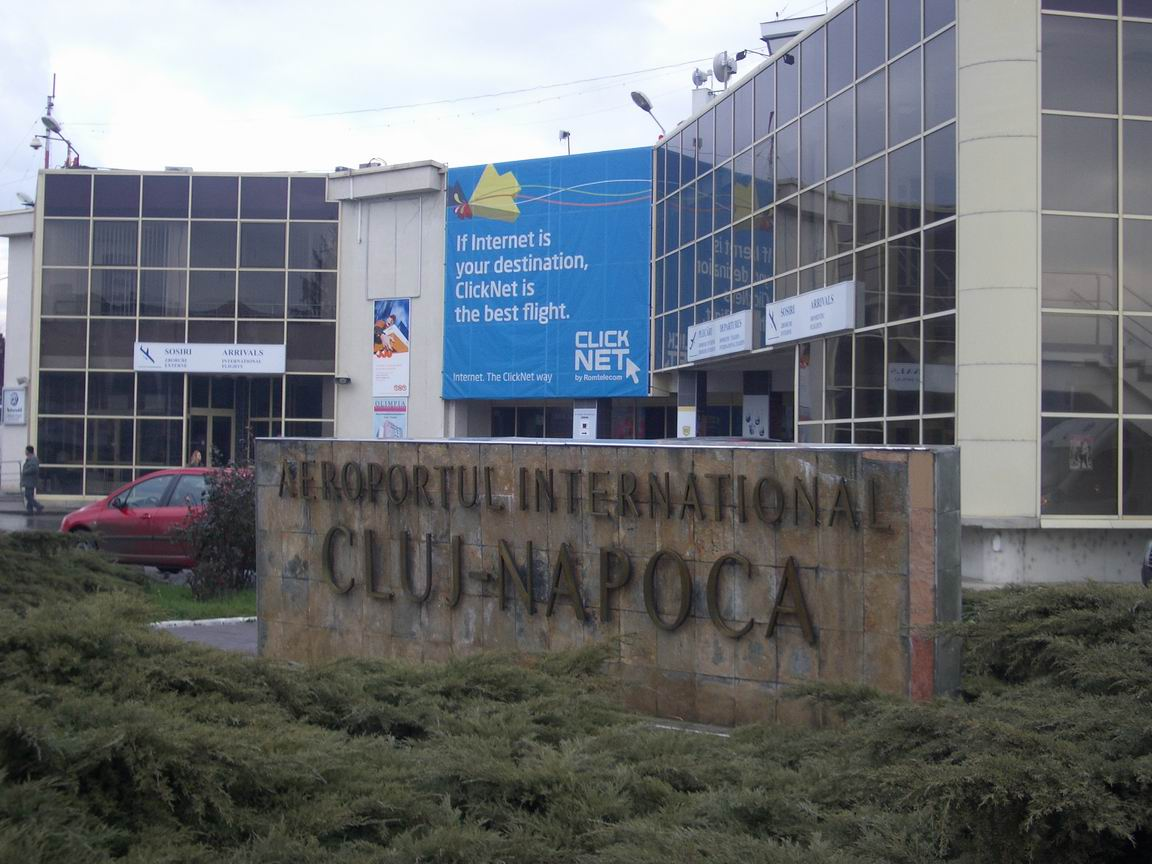
Terminal (vista frontal).
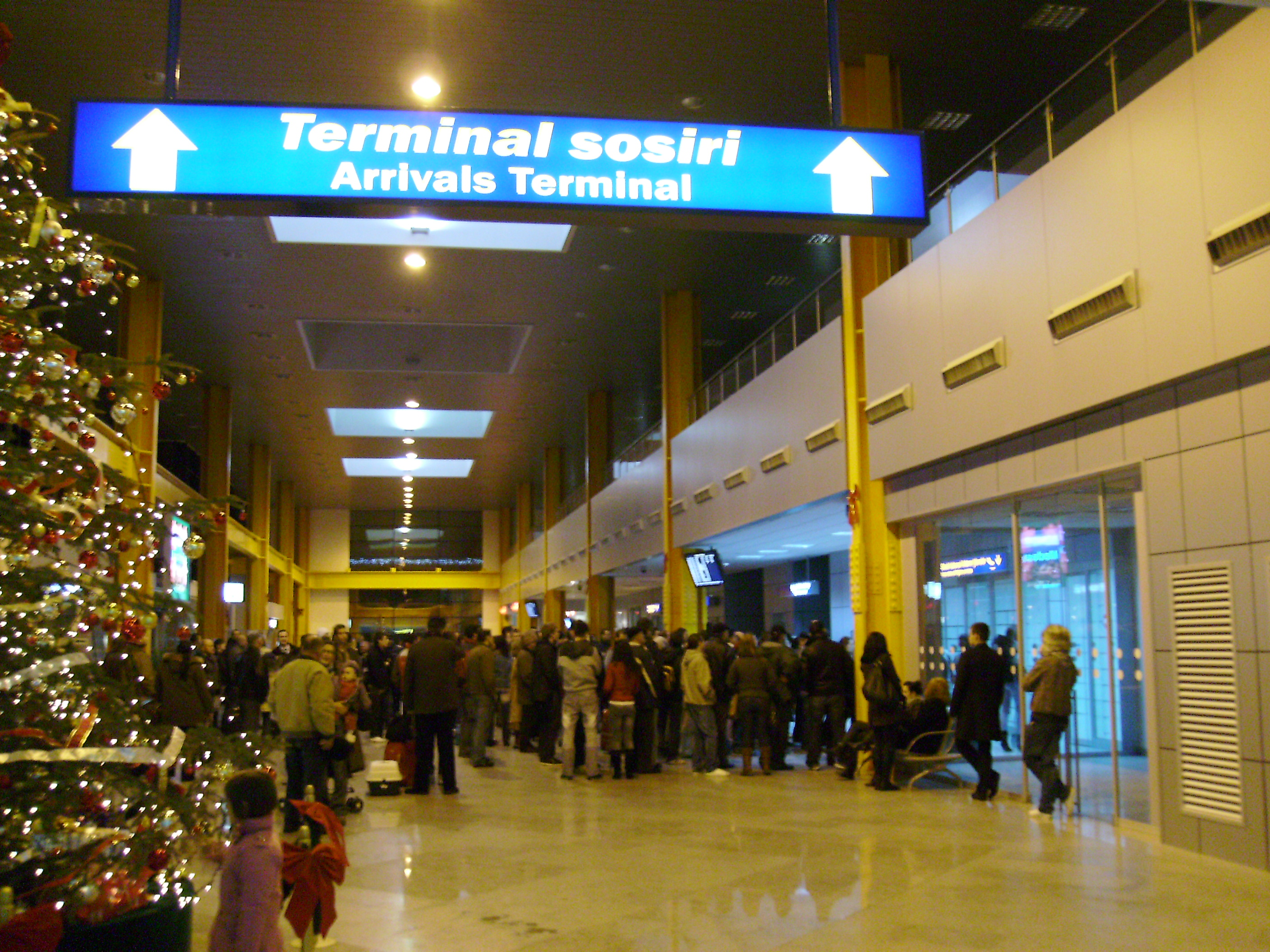
La nueva terminal de llegadas
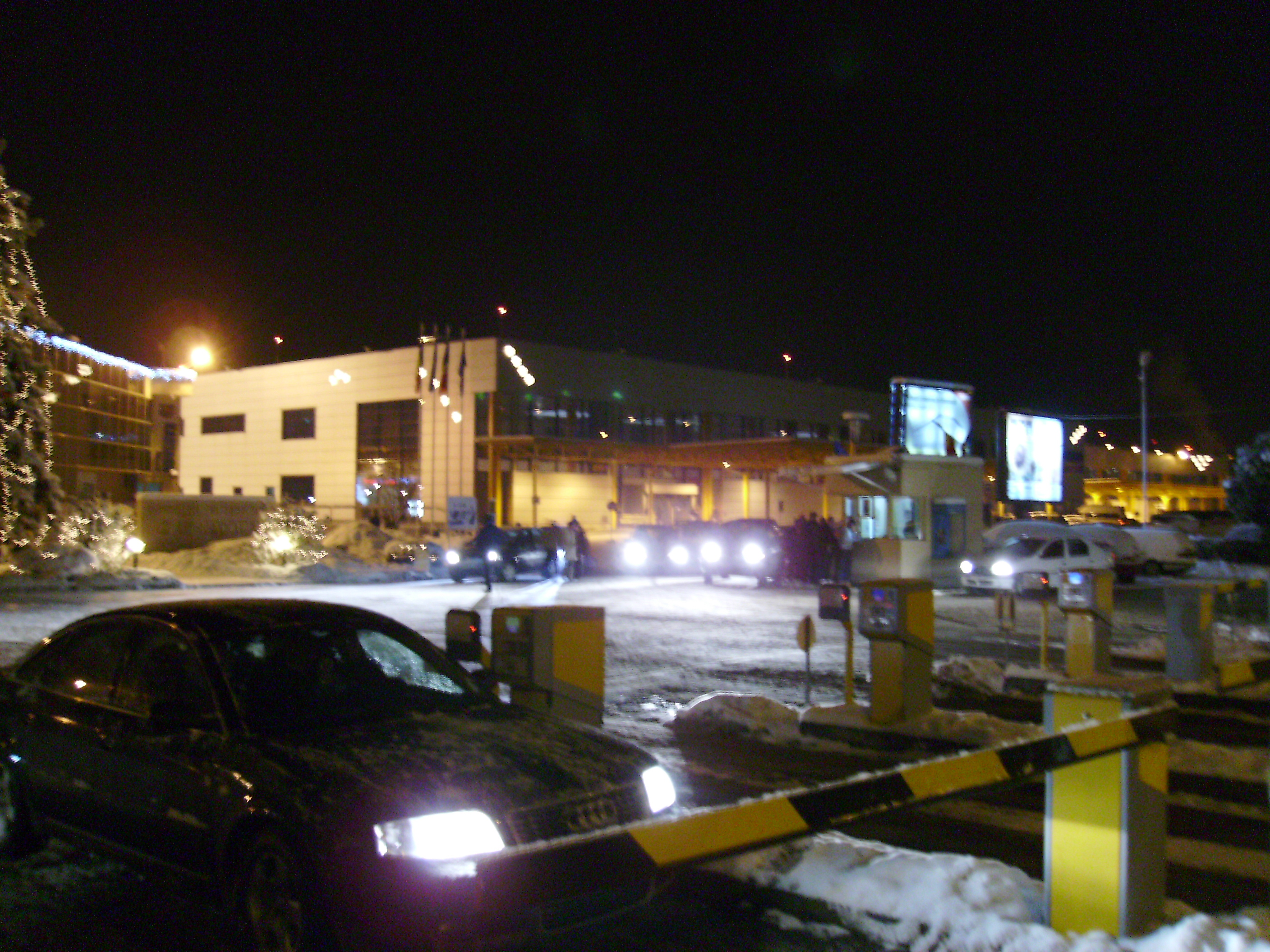
Las nuevas terminales de llegadas y salidas
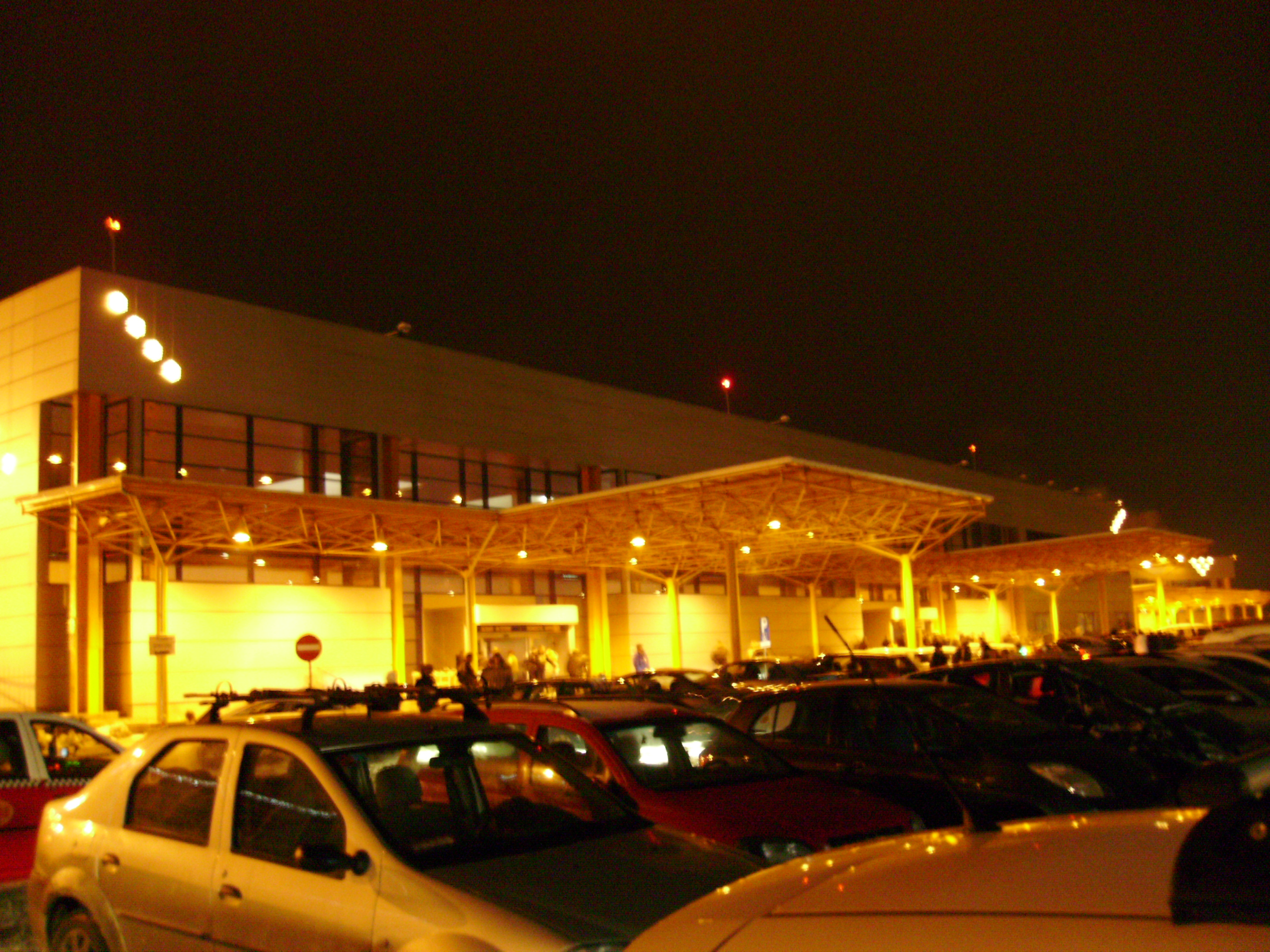
Las nuevas terminales de llegadas y salidas